# Sarolta Zalatnay
Sarolta Zalatnay, nata Charlotte Sacher (Budapest, 17 dicembre 1947), è una cantante ungherese, di musica pop.
Dopo due album basati sui generi pop-funk/soul, nel 1972 pubblica il suo primo prodotto con contaminazioni rock, Álmodj velem. Con gli anni assimila il genere nei propri LP distribuendo anche pubblicazioni pop rock e disco fino al suo decimo e ultimo album in studio, Ave Maria del 1989, in cui Zalatnay sceglie di affacciarsi al genere gospel.

## Discografia

### Album
- 1970 - Ha fiú lehetnék
- 1971 - Zalatnay
- 1972 - Álmodj velem
- 1973 - Hadd mondjam el
- 1975 - Szeretettel
- 1976 - Színes trikó, kopott farmer
- 1977 - Minden szó egy dal
- 1980 - Tükörkép
- 1988 - Privát levél
- 1989 - Ave Maria

### Raccolte
- 1985 - Nem Vagyok Én Apáca
- 1995 - Mindig Kell Egy barát con il nome di Cini Zalatnay
- 2007 - Sarolta Zalatnay